# Ellenjegyzés
Az ellenjegyzés az egyetértést vagy legalábbis a vétójog alkalmazásától való tartózkodást kifejező aláírás. Valamely jogi aktus, jognyilatkozat érvényességéhez vagy meghatározott joghatás eléréséhez szükséges - szerződés esetén az ügyletben nem szereplő - személy egyetértését kifejező aláírás.
Az alkotmányjogban a hatalmi súlyok és ellensúlyok eszközeként például a köztársasági elnök egyes döntéseinél a kormány tagjainak van ellenjegyzési joga (pl. bizonyos kinevezéseknél); a közigazgatási jogban a jegyzőnek van ellenjegyzési joga az önkormányzati kötelezettségvállalásoknál, például a szerződések ellenjegyzés nélkül érvénytelenek; a polgári jogban az ingatlan-nyilvántartásba való bejegyzéshez, a gazdasági jogban pedig a cégnyilvántartásba-vételhez szükséges a szerződések szakszerűségi kontrollját biztosító ügyvédi ellenjegyzés. (Bíró Endre: Jogi szótár)

## A köztársasági elnök egyes döntéseihez szükséges ellenjegyzés
Magyarországon az Alaptörvény 9. Cikke határozza meg a köztársasági elnök egyes aktusainak érvényességéhez szükséges ellenjegyzéssel kapcsolatos szabályokat.
Az első Orbán-kormány idején Dávid Ibolya igazságügy-miniszter megtagadta Göncz Árpád köztársasági elnök azon határozatának ellenjegyzését, amellyel az Agrobank-perben érintett Kunos Péter bankárnak egyéni kegyelmet adott. 

## Az ügyvédi ellenjegyzés
Az okirat szerkesztéssel és ellenjegyzéssel kapcsolatos szabályok 2018. január 1. napjával módosultak az ügyvédi tevékenységről szóló  2017. évi LXXVIII. törvény  alapján. Ezek szerint az ügyvéd és a kamarai jogtanácsos (együtt: ügyvéd) az általa szerkesztett, továbbá ügyvédi irodája, helyettese, vagy az ügyvédi tevékenység általa alkalmazott gyakorlója, valamint a kamarai jogtanácsos ügyfelének a kamarai szabályzatban meghatározott követelményeknek megfelelő munkavállalója által szerkesztett és az ügyvéd által szakmailag jóváhagyott okiratot ellenjegyezheti. 

## Ellenjegyzéssel kapcsolatos konfliktus 1848-ban
1848-ban az uralkodó az ellenjegyzéssel kapcsolatos szabályok megsértésével, ellenjegyzés nélkül nevezte ki a magyar "minisztérium" (a kormány) élére Récsey Ádámot. A magyarok ezért Récseyt nem ismerték el kormányfőként és az uralkodó képviseletében  Pestre érkező Lamberg Ferenc Fülöpöt a feldühödött tömeg megölte. Ezeknek az eseményeknek nagy szerepük volt a szabadságharc kirobbanásában.
Az 'ellenjegyzés az uralkodó (az államfő) rendelkezésének az illetékes miniszter által történő aláírása. A fejedelem ugyanis alkotmányos monarchiákban személyes felelősséggel  nem tartozik. Őfelsége személye szent és sérthetetlen. Az áláírás következtében a miniszter válik törvényesen felelőssé a rendelkezés tartalméárt.

Az ellenjegyzés a felelősségnek az alaki átvállalása. 